# Bengt snivil
Bengt Folkesson, känd som Bengt snivil eller Bengt snivel, var en svensk högreståndsperson tillhörande Bjälboätten som ska ha levat på 1100-talet. Enligt den danska historikern Saxo var han son till Folke den tjocke och prinsessan Ingegärd Knutsdotter av Danmark. Därmed så härstammade han, via sin mormor Adele av Flandern, tretton led bakåt från Karl den Store samt tio led bakåt från Alfred den Store.
Den svenska s.k. "Genealogia folkungorum", som är trehundra år yngre än Saxo men åberopar sig på en gammal uppteckning i Varnhem, är källan till tillnamnet Snivil och uppgiften att Bengt skall ha varit fader till Birger Brosa, Magnus minnesköld och  Karl Döve samt farfar till Birger jarl.
Källorna nämner ingenting om huruvida Bengt hade jarlvärdighet eller övriga uppgifter.
Tillnamnet snivil kan enligt Lagerqvist och Åberg tolkas antingen som den lille eller som näsvis bängel eller ha syftat på snor.